# Starship Troopers: Terran Ascendancy
Starship Troopers: Terran Ascendancy è un videogioco strategico in tempo reale sviluppato dalla Blue Tongue Entertainment e pubblicato in America Settentrionale dalla Microprose il 28 ottobre 2000 ed in Europa dalla Infogrames il 16 gennaio 2001. Il gioco è ispirato sia al film di fantascienza del 1997 Starship Troopers - Fanteria dello spazio sia al romanzo Fanteria dello spazio di Robert A. Heinlein da cui è tratto il film.